# كومبوت (شخصية تيكن)

كومبوت (باليابانية: コンボット، بالروماجي: Konbotto)، هو آلي متعدد المهام العامة اخترعه لي تشاولان (تحت الاسم فيوليت)، ليشارك في بطولة ملك القبضة الحديدية الرابعة. كومبوت مبرمج ليعمل بأشغال متعددة، ابتداء من الأعمال المنزلية وحتى الوصول إلى المعارك العسكرية. صنع هذا التصميم ليكون الآلة القتالية القصوى وبرمج ليقوم بتعلم أسلوب كل مقاتل مع تقدمه خلال البطولة. واستخدم ليزيد من نسبة سيطرة لي تشاولان على ميشيما زايباتسو إذا هزم هيهاتشي على يد كومبوت. لسوء الحظ، تم نقل النموذج الأولي نظراً لضيق الوقت وتركت بعض الفيروسات في بيانات كومبوت. وبسبب ذلك، كلما ازدادت قوة كومبوت، فإنه فقط يستطيع الاستفادة من أسلوب قتالي واحد لخصمه خلال اللعب، والتبديل بين أساليب القتال عشوائياً من منافسة إلى أخرى، وليس من المعلوم للاعب أي أسلوب قتال سيظهر إلى أن يبدأ اللعب، ولكن اللاعب يستطيع معرفة أي أسلوب قتال سيستعمل بمشاهدة حركاته قبل بدأ القتال. لبعض الشخصيات، يكون مظهر كومبوت معروفاً بأسلوب قتال الذي يقلده؛ إذا قلد يوشيمتسو، فإنه يلوح بسيف، وعندما يقلد كينغ، فإنه يظهر بذيل مقابل بالطول لذيل كينغ. أساساً، كومبوت هو إصدار موكوجين لتيكن 4.

## وصلات خارجية
- تيكن ويكي
- تيكنبيديا الإنجليزية نسخة محفوظة 3 نوفمبر 2013 على موقع واي باك مشين.